# Vester Skerninge
Vester Skerninge er en by på Sydfyn med 1.100 indbyggere  (2024), beliggende 15 km øst for Faaborg og 11 km vest for Svendborg. Byen hører til Svendborg Kommune og ligger i Region Syddanmark. I 1970-2006 var byen kommunesæde i Egebjerg Kommune.
Vester Skerninge hører til Vester Skerninge Sogn. Vester Skerninge Kirke ligger i den gamle landsby, der udgør den østlige ende af byen. Byen er vokset mod vest langs landevejen, så den næsten er groet sammen med Ulbølle, og mod øst er der kun 1 km åbent land mellem Vester Skerninge og Ollerup.

## Faciliteter
- Vestermarksskolen har 326 elever, fordelt på 0.-9. klassetrin. Hertil kommer 4 elever i Værkstedsklassen, der er en specialklasse med hjemsted i Ollerup.[2]
- Vester Skerninge Friskole er startet i 1865. Den har 230 elever, fordelt på 0.-9. klassetrin, og 30 ansatte.[3] Friskolen har egen idrætshal.
- Vester Skerninge Hallen blev indviet i 1977. Ollerup/Skerninge Gymnastik og Idrætsforening tog initiativ til at opføre den og bidrog også med indsamling af penge.
- Den stråtækte Vester Skerninge Kro i bindingsværk var blandt de første bygninger, der blev fredet efter fredningsloven i 1918. Den har værelser i annekset. Den store stue kan rumme et selskab på 40 siddende gæster, og tilsammen kan krostuerne rumme 60. I 2015 købte kroen den gamle krosal, som var sat i stand. Den kan rumme 75 siddende gæster eller 130 gæster ved en stående reception.[4][5]
- Vester Skerninges nuværende forsamlingshus er fra 1903 og har en lille sal og en stor sal.
- Øbakkerne Vester Skerninge Børnehus har til huse i byens tidligere jernbanestation på Vestre Stationsvej 2.[6]
- Byen har Dagli'Brugs, bager, apotek og bibliotek.

## Historie

### Vester Skerninge Kro
Ved siden af kirken lå der allerede i 1688 en lille landbrugsejendom der hvor Anders Kromand opførte kroen i 1772. I 1806 blev den nuværende længe langs Krovej bygget til. I midten af 1800-tallet blev kroen brevsamlingssted og senere postekspedition.
I 1820 købte kromanden jorden overfor kroen på nordsiden af landevejen, som dengang slog et sving ad den nuværende Krovej. På den jord blev der opført en rejsestald i bindingsværk. Den blev i de næste 100 år udvidet og ombygget flere gange og har været anvendt til tærskelo, kornlade, hestestald og kamre til arbejdsmænd. I slutningen af 1800-tallet var den indrettet som teatersal, men herefter forfaldt den. Egebjerg Kommune købte i 1999 krosalen for 1 krone og skaffede midler til at istandsætte den.

### Mads Hansen
Forfatteren Mads Hansen (1834-80) stiftede flere foreninger i Vester Skerninge, bl.a. Vester Skerninge-Hundstrup sangforening i 1866. Han grundlagde i 1868 den folkehøjskole, som i 1882 blev til Ollerup Folkehøjskole, da forstanderen Anton Nielsen efter Mads Hansens død flyttede den til Ollerup.
Mads Hansen var også drivkraft i dilettantforestillinger, som han selv skrev skuespil til. Kroens sal var dog i længden utilfredsstillende til disse forestillinger, så Mads Hansen var medstifter af byens første forsamlingshus, der blev indviet i 1875. Det kunne dog ikke løbe rundt, så fra 1890 til 1903 måtte man benytte et forsamlingshus hos købmanden i Ulbølle.

### 1899
I 1899 beskrives Vester Skerninge således: "Vester-Skjerninge, ved Landevejen, med Kirke, Præstegd., Skole, Forskole, Friskole — Fattiggaarden for V.-Skjerninge-Ulbølle Kommune (opf. 1864, Plads for 33 Lemmer) er nedbrudt 1898 og Grunden lagt ind under Kirkegaarden —, Sophie Krags Hospital (opr. 1778 af Sophie Juel, Enke efter Etatsr. N. Krag, med et Hus ved Kirken til 4 Kvinder af Skjoldemose Gods og 2000 Rd.), Apotek, Lægebolig, Købmandsforretn., Mølle, Kro, flere Haandværkere samt Telegrafstation og Postekspedition"

### Jernbanen
Vester Skerninge havde station på Svendborg-Faaborg Banen (1916-54). Det var banens største mellemstation, og den havde 2-etages stationsbygning. Stationen havde krydsningsspor med perron samt læssespor med siderampe, svinefold og stikspor til enderampe.
Industrivej er anlagt på banens tracé, og for enden af vejen fortsætter en asfalteret sti på banetracéet til Bystævnevej i Ulbølle.

### Genforeningssten
Over for det gamle apotek på Fåborgvej 80 står en sten til minde om Genforeningen i 1920.